# Jewgeni Alexandrowitsch Tschigischew
Jewgeni Alexandrowitsch Tschigischew (russisch Евгений Александрович Чигишев, wiss. Transliteration Evgenij Aleksandrovič Čigišev; * 28. Mai 1979 in Nowokusnezk) ist ein russischer Gewichtheber.

## Karriere
Mit 10 Jahren begann Tschigischew mit dem Gewichtheben. Bereits im Juniorenalter gewann er mehrere Medaillen bei Welt- und Europameisterschaften. Im Jahr 2000 debütierte er bei den Senioren, als er bei den Europameisterschaften in Sofia in der Klasse bis 105 kg auf Anhieb Gold im Reißen gewann. Im Stoßen und Zweikampf standen am Ende Platz fünf zu Buche. Im gleichen Jahr belegte Tschigischew bei den Olympischen Spielen erneut den fünften Platz, wobei er nach der ersten Teildisziplin Reißen auf den Silberrang gelegen hatte. Im Jahr darauf gewann schließlich Tschigischew mit einer weiteren Gala-Vorstellung im Reißen den Titel des Europameisters. Obwohl er im Stoßen nur das viertbeste Resultat erzielte, betrug sein Vorsprung in der Zweikampfwertung zehn Kilogramm auf den Zweitplatzierten.
Im gesamten Jahr 2002 konnte Tschigischew aufgrund eines Zwischenfalls zu Silvester 2001 keine Wettkämpfe wahrnehmen. Zusammen mit einem Freund war Tschigischew mit einigen Betrunkenen aneinandergeraten, wobei beide niedergestochen wurden. Im Gegensatz zu seinem Freund, der diese Attacke nicht überlebte, wurde Tschigischew schwer verletzt und musste anschließend einige Monate im Krankenhaus verbringen. Insgesamt dauerte die Rehabilitation über ein Jahr.
Im April 2003 kehrte Tschigischew bei den Europameisterschaften im griechischen Loutraki auf die internationale Wettkampfbühne zurück, wobei er erstmals im Superschwergewicht (über 105 kg) antrat. Auch hier gewann er sowohl im Reißen als auch im Zweikampf die Goldmedaille; im Stoßen belegte er den zweiten Platz als Leichtester von vier Kontrahenten, die allesamt die gleiche Last absolviert hatten. Bei den anschließenden Weltmeisterschaften in Vancouver gewann Tschigischew in seiner Parade-Disziplin mit Platz drei erstmals auch bei einem interkontinentalen Wettbewerb eine Medaille. Weiteres Edelmetall blieb ihm versagt, als er den Wettkampf nach dem ersten gültigen Stoßversuch beendete und im Zweikampf den vierten Platz belegte.
Nach einer weiteren Wettkampfpause holte sich Tschigischew im Jahre 2005 seinen ersten Weltmeistertitel im Reißen sowie Silber im Stoßen und im Zweikampf. 2007 in Chiang Mai wiederholte er seinen WM-Erfolg, diesmal mit Gold im Stoßen und Silber im Reißen und erneut im Zweikampf. Bei der Europameisterschaft 2008 gewann Tschigischew mit nur einem gültigen Versuch Bronze im Reißen. Eine fehlerfreie Vorstellung im Stoßen, welche ihm Silber einbrachte, reichte am Ende zu Platz drei im Zweikampf. Bei den im gleichen Jahr stattgefundenen Olympischen Spielen in Peking führte Tschigischew vor dem Stoßen mit sieben Kilogramm vor Matthias Steiner, nachdem er im Reißen alle drei Versuche bewältigt hatte. Obwohl Tschigischew in der zweiten Teildisziplin mit persönlicher Bestleistung ebenfalls ohne Fehlversuch blieb, reichte es am Ende nur zu Silber, nachdem der Deutsche im letzten Durchgang acht Kilogramm mehr zur Hochstrecke brachte und somit im Gesamtresultat ein Kilogramm mehr zu Buche stehen hatte.
Nach den Olympischen Spielen trat Tschigischew erstmals 2010 wieder auf die internationale Bühne. Bei den Europameisterschaften in Minsk konnte er mit 440,0 kg (205,0/235,0 kg) Gold gewinnen, obwohl er sich bei seinem zweiten Stoßversuch mit 240,0 kg am Bein verletzte und nicht mehr antreten konnte. Er platzierte sich damit vor Ruben Aleksanjan (432,0 kg) und Steiner (426,0 kg), die jeweils beide in ihrem letzten Stoßversuch scheiterten, Tschigischews Ergebnis zu überbieten. Bei den Weltmeisterschaften in Antalya gewann Tschigischew mit 210,0 kg Gold im Reißen, musste dann aber den Wettkampf aufgeben, nachdem er sich beim ersten Stoßversuch mit 240,0 kg erneut am Bein verletzte.
2012 versuchte sich Tschigischew noch einmal für die Teilnahme an den Olympischen Spielen zu qualifizieren. Er kam aber bei den russischen Meisterschaften mit 437 kg (202–235) im Zweikampf hinter Ruslan Albegow, 460 kg (210–250) und Tschingis Moguschkow, 438 kg (201–237) auf den 3. Platz und verpasste damit sein Ziel. Danach beendete er seine Laufbahn.
Jewgeni Tschigischew wog als Superschwergewichtler zwischen 115 kg und 125 kg und war damit in der Regel erheblich leichter als seine Hauptkonkurrenten. Den vermeintlichen Kraftnachteil machte er durch seine exzellente Technik (vor allem im Reißen) wieder wett.

## Internationale Erfolge
| Jahr | Platz  | Wettbewerb                         | Gewichtsklasse | Ergebnisse |
| 1997 | 2.     | Junioren-WM (U 20) in Kapstadt     | Schwer         | mit 355 kg (155–200), hinter Gennadi Krasilnikow, Ukraine, 362,5 kg (165–197,5) |
| 1997 | 3.     | Junioren-EM (U 20) in Sevilla      | Schwer         | mit 352,5 kg (160–192,5), hinter Gennadi Krasilnikow, 367,5 kg (262,5-205) und Stancho Tomow, Bulgarien, 355 kg (152,5–202,5)                                                                         |
| 1998 | 1.     | Junioren-WM (U 20) in Sofia        | Schwer         | mit 375 kg (175–200), vor Christo Christow, Bulgarien, 360 kg (160–200) |
| 1998 | 1.     | Junioren-EM (U 20) in Sofia (U 20) | Schwer         | mit 392,5 kg (177,5–215), vor Alan Naniew, Russland, 365 kg (165–200) |
| 1999 | 2.     | Junioren-WM (U 20) in Savannah     | Schwer         | mit 397,5 kg (185–212,5) hinter Angel Popow, Bulgarien, 397,5 kg (175–222,5) und vor Wladimir Smortschkow, Russland, 392,5 kg (182,5–210)                                                             |
| 2000 | 5.     | EM in Sofia                        | Schwer         | mit 410 kg (187,5–222,5); Sieger: Metin Kadir, Bulgarien, 415 kg (185–230) vor Robert Dołęga, Polen, 410 kg (182,5–227,5)                                                                             |
| 2000 | 5.     | OS in Sydney                       | Schwer         | mit 415 kg (190–225); Sieger: Hossein Tavakoli, Iran, 425 kg (190–235) vor Alan Zagaew, Bulgarien, 422,5 kg (187,5–235)                                                                               |
| 2001 | 1.     | EM in Trencin                      | Schwer         | mit 422,5 kg (195–227,5), vor Szymon Kołecki, Polen, 412,5 kg (180–232,5) und Zoltan Kovacs, Ungarn, 412,5 kg (182,5–230)                                                                             |
| 2003 | 1.     | EM in Loutraki/Griechenland        | Superschwer    | mit 447,5 kg (207,5–240), vor Aschot Danieljan, Armenien, 447,5 kg (205–242,5) und Damian Damjanow, Bulgarien, 442,5 kg (202,5–240)                                                                   |
| 2003 | 4.     | WM in Vancouver                    | Superschwer    | mit 435 kg (205–230), hinter Hossein Rezazadeh, Iran, 457,5 kg (207,5–250), Welitschko Tscholakow, Bulgarien, 447,5 kg (205–242,5) und Viktors Ščerbatihs, Lettland, 445 kg (200–245)                 |
| 2005 | 2.     | EM in Sofia                        | Superschwer    | mit 447,5 kg (205–242,5), hinter Viktors Ščerbatihs, 450 kg (200–250) und vor Aschot Danieljan, 440 kg (192,5–247,5)                                                                                  |
| 2005 | 2.     | WM in Doha                         | Superschwer    | mit 457 kg (211–246), hinter Hossein Rezazadeh, 461 kg (210–251), vor Saeed Salam Jaber, Katar, 446 kg (201–245)                                                                                      |
| 2007 | 2.     | EM in Straßburg                    | Superschwer    | mit 435 kg (205–230), hinter Viktors Ščerbatihs, 447 kg (202–245) |
| 2007 | 2.     | WM in Chiang Mai/Thailand          | Superschwer    | mit 441 kg (201–240), hinter Viktors Ščerbatihs, 442 kg (202–240), vor Saeed Salam Jaber, 435 kg (195–240)                                                                                            |
| 2008 | 3.     | EM in Lignano                      | Superschwer    | mit 442 kg (195–247), hinter Viktors Ščerbatihs, 447 kg (195–252) und Matthias Steiner, Deutschland, 446 kg (200–246)                                                                                 |
| 2008 | Silber | OS in Peking                       | Superschwer    | mit 460 kg (210–250), hinter Matthias Steiner, 461 kg (203–258), vor Viktors Ščerbatihs, 448 kg (206–242)                                                                                             |
| 2010 | 1.     | EM in Minsk                        | Superschwer    | mit 440 kg (205–235), vor Ruben Aleksanjan, Armenien, 432 kg (195–237) und Matthias Steiner, 426 kg (190–236)                                                                                         |
| 2010 | unpl.  | WM in Antalya                      | Superschwer    | nach 210 kg im Reißen (1. Platz) drei Fehlversuche mit 241 kg im Stoßen, damit ohne Zweikampfleistung; Sieger: Behdad Salimikordasiabi, Iran, 453 kg (208–245) vor Matthias Steiner, 440 kg (194–246) |
| 2011 | unpl.  | EM in Kasan                        | Superschwer    | drei Fehlversuche im Reißen mit 195 kg nach Verletzung beimAufwärmen; Sieger: Ihor Schymetschko, Ukraine, 412 kg (195–217) vor Jiří Orság, Tschechien, 410 kg (184–226)                               |

## Erläuterungen
- alle Wettkämpfe im Zweikampf, bestehend aus Reißen und Stoßen
- Gewichtsklassen: Schwergewicht, bis 1997 bis 99 kg, seit 1998 bis 105 kg, Superschwergewicht, seit 1998 über 105 kg Körpergewicht
- OS = Olympische Spiele, WM = Weltmeisterschaft, EM = Europameisterschaft

## Sonstiges
- Tschigischew ist verheiratet und hat einen Sohn (* 2008).
- Seit September 2008 studiert er Elektrothermische Technologie in Russland.

## Persönliche Bestleistungen
- Reißen: 211,0 kg 2005 in Doha in der Klasse über 105 kg.
- Stoßen: 250,0 kg 2008 in Peking in der Klasse über 105 kg.
- Zweikampf: 460,0 kg 2008 in Peking in der Klasse über 105 kg.